# Мечеть Валіде-Султан
Мечеть Валіде-Султан (тур. Valide Sultan Camii) — зруйнована мечеть у місті Хотин. 
Нині збереглася тільки частина мінарету висотою 6 м і підвальні приміщення мечеті.

## Історія

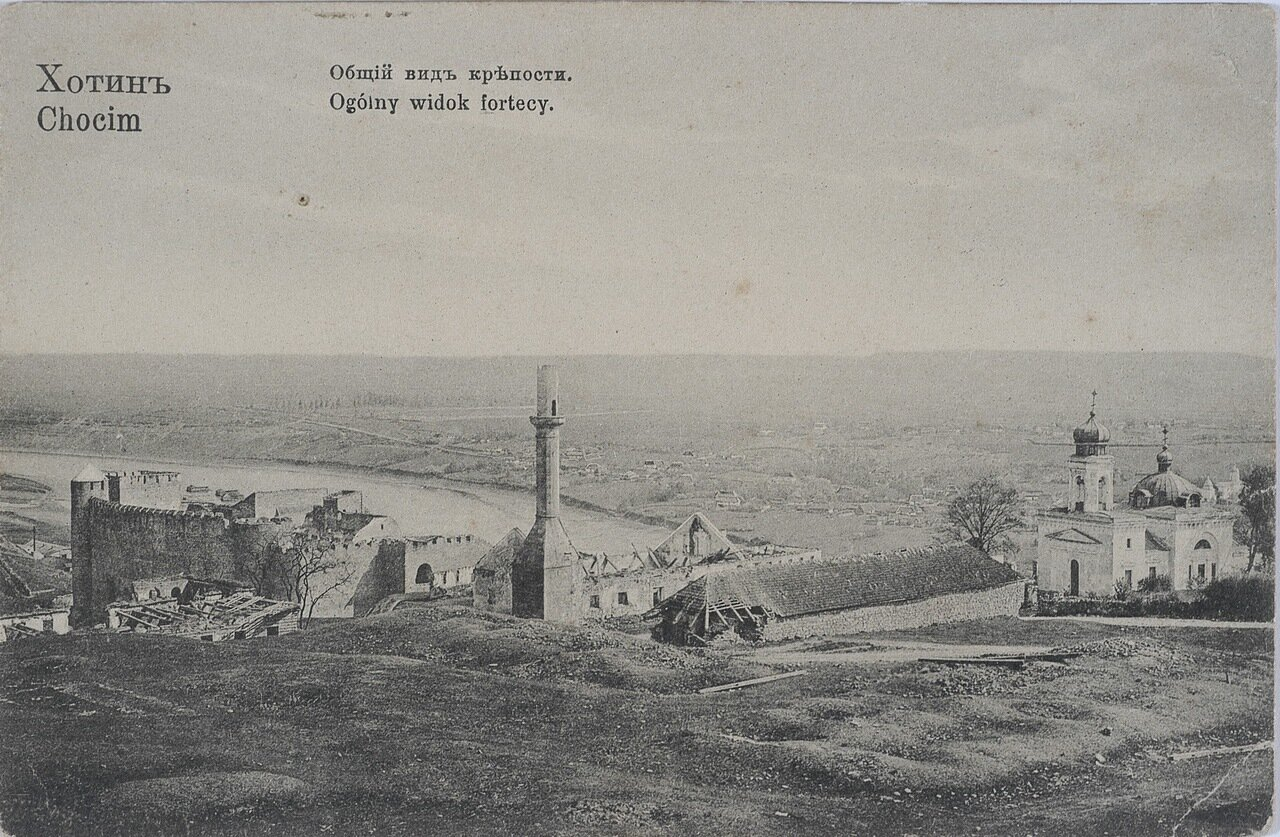
Загальний вид фортеці з мечетю, 1917 рік

Мечеть була споруджена з місцевого каменю, який турки добували, закладаючи в скелях порохові заряди. Товщина стін становила від 60 см до 1 метра. На південній стіні культової споруди вчені розкопали нішу, що раніше була частиною міхрабу. Згідно зі збереженими османськими джерелами, мечеть була збудована на пожертвування валіде-султан, матері султана Ахмеда III, що правив у 1703—1730 роках.
Поряд з мечеттю знаходилося мусульманське кладовище, на якому ховали воїнів турецького гарнізону та чиновників османської адміністрації. На цьому ж кладовищі був похований Абді-паша, під керівництвом якого велася реконструкція фортеці. Мармуровий саркофаг Абді-паші був зруйнований російськими солдатами в 1739 році після захоплення фортеці. Про це повідомив службовець арсеналу: «Під час захоплення фортеці росіянами дах і підлога мечеті були зруйновані, а саркофаг Абді-паші був розбитий».
За словами цього ж службовця, в фортеці була своя бібліотека, основу якої складала збірка великого візира Насух-паші. Сам візир в 1614 році був страчений за наказом султана Ахмеда I через звинувачення у хабарництві. Після захоплення фортеці бібліотека була вивезена в Росію. Пізніше деяку частину книг турки змогли викупити.

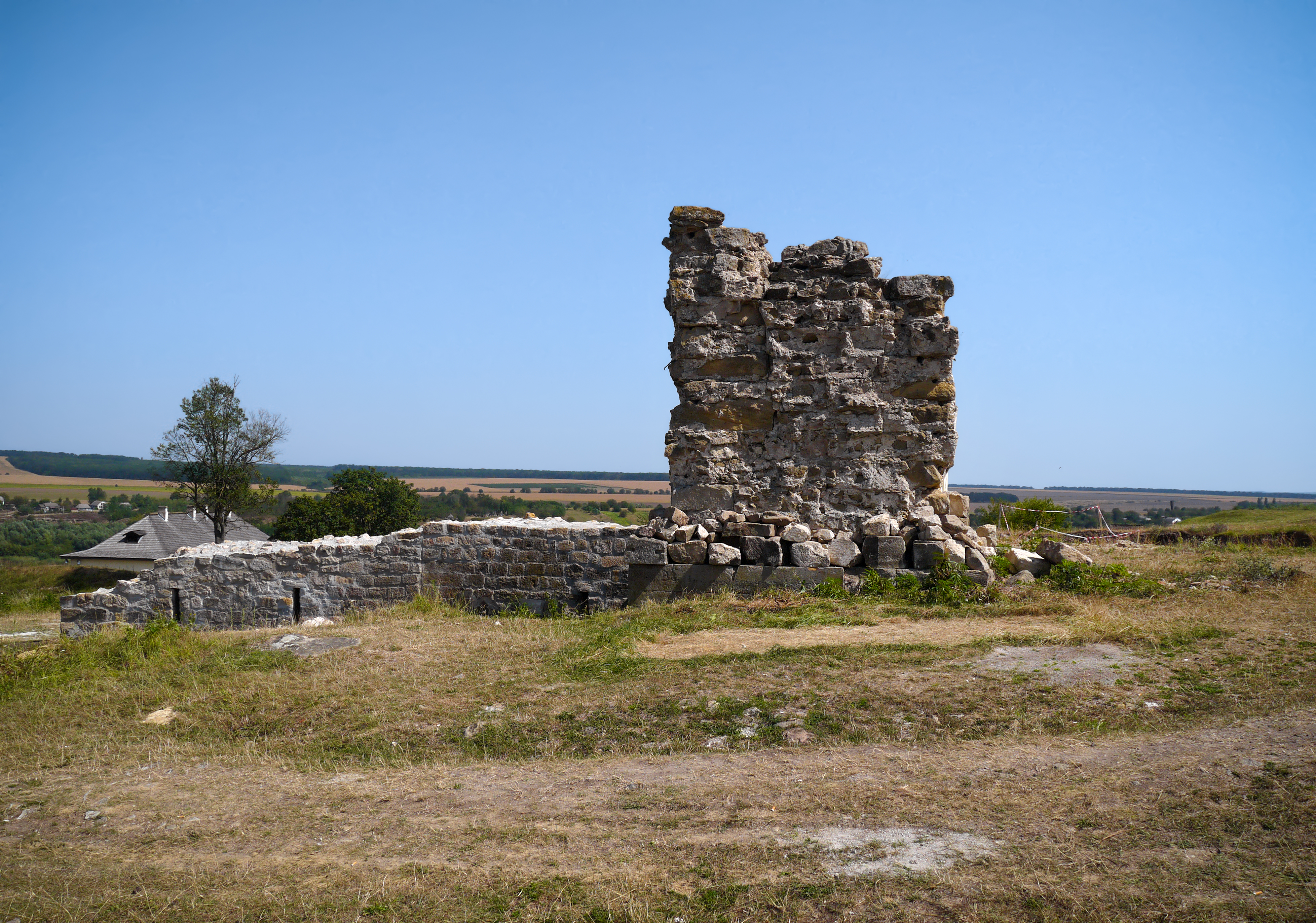
Залишки мечеті

Вивчаючи старовинні плани фортеці, археологи помітили, що на них зображена в'їзна вежа. Нині цієї вежі не існує. Було вирішено перевірити, чи існувала вона насправді чи є плодом уяви художників. Завдяки проведеним розкопкам, вдалося знайти фундаменти вежі, знищеної під час російсько-турецьких воєн. Крім того, була знайдена турецька кераміка, кам'яні та чавунні ядра, монети, предмети побуту. 
У 1788 році Хотинська фортеця була захоплена військам Австрії, і протягом п'яти років там розміщувався військовий гарнізон. У цей час у будівлі мечеті жили австрійські офіцери. У 1793 році фортеця була повернена Османській імперії.
Під час чергової російсько-турецької війни 1806—1812 років місто та фортеця відійшли до Росії. Хотин був повітовим центром Бессарабської губернії. На кілька десятиліть фортеця стала прикордонним форпостом російської армії, а будівлю мечеті використовували як продовольчий склад.
Пізніше російські війська були виведені з фортеці. Будинки приходили в занепад і руйнувалися. Мінарет мечеті було підірвано радянськими військами в 1941 році, оскільки з нього добре проглядалася дорога, яка веде на Кам'янець-Подільський. Після війни камінь зруйнованої будівлі культової споруди розтягували місцеві жителі, використовуючи його для господарських потреб.